# ال گرکو (فیلم ۱۹۶۶)
ال گرکو (انگلیسی: El Greco) فیلمی است که در سال ۱۹۶۶ منتشر شد. از بازیگران آن می‌توان به مل فرر، روزانا اسکیافینو، آدولفو چلی، ماریو فلیچانی و فرناندو ری اشاره کرد.